# Сен-Фон – Балан (вінілхлоридопровід)
Сен-Фон – Балан (вінілхлоридопровід) — продуктопровід на сході Франції, яким транспортується сировина для виробництва полівінілхлориду у Балані (півтора десятки кілометрів на схід від Ліону).
В 1960-х роках у Балані почалось виробництво полівінілхлориду, потужність якого в середині 2000-х років зросла до 325 тисяч тонн. Необхідний для полімеризації мономер вінілхлориду продукують на середземноморському узбережжі на майданчиках в Лавері та Фо-сюр-Мер. До 2003-го його доправляли в Балан залізницею, проте таке транспортування великих об’ємів небезпечної хімічної речовини викликало занепокоєння у громадськості. З огляду на це організували нову логістичну схему, за якою мономер доправляють баржами по Роні в Ліон. Далі від терміналу в Сен-Фон його перекачують на розташований за три десятки кілометрів завод в Балані по трубопроводу довжиною 45 км з діаметром 150 мм. Максимальна пропускна здатність споруди становить 500 тисяч тонн на рік.
Доставку мономеру до Сен-Фон здійснювали переобладнані наприкінці 1990-х баржі «Samoen» та «Passaat». В першій половині 2020-х узялись за спорудження двох нових барж для перевезень мономеру вінілхлориду, які мали отримати гібридні двигуни.